# Docidomyia brevipilata
Docidomyia brevipilata är en tvåvingeart som beskrevs av Yeates 1996. Docidomyia brevipilata ingår i släktet Docidomyia och familjen svävflugor.
Artens utbredningsområde är Queensland. Inga underarter finns listade i Catalogue of Life.